# Wimmenau
Wimmenau é uma comuna francesa na região administrativa de Grande Leste, no departamento Baixo Reno. Estende-se por uma área de 20,65 km². Em 2010 a comuna tinha 1 080 habitantes (densidade: 52,3 hab./km²).